# 三岔河镇 (昭觉县)
三岔河镇，原为三岔河乡，是中华人民共和国四川省凉山彝族自治州昭觉县下辖的一个乡镇级行政单位。2021年1月12日，撤销三岔河乡、三岗乡和洒拉地坡乡，设立三岔河镇。以原三岔河乡、原三岗乡和原洒拉地坡乡所属行政区域为三岔河镇的行政区域。

## 行政区划
三岔河镇下辖以下地区：
三岔河村、光明村、彬洛火普村和红旗村。